# Jakub Škarek
Jakub Škarek, född 10 oktober 1999, är en tjeckisk professionell ishockeymålvakt som är kontrakterad till New York Islanders i National Hockey League (NHL) och spelar för Rocket de Laval i American Hockey League (AHL).
Han har tidigare spelat för Pelicans i Liiga; HC Sparta Prag i Extraliga; Bridgeport Sound Tigers i AHL; Peliitat Heinola i Mestis samt Worcester Railers i ECHL.
Škarek draftades av New York Islanders i tredje rundan i 2018 års draft som 72:a spelare totalt.